# Kasepää (Mustvee)
Kasepää (Duits: Kassepäh) is een plaats in de Estlandse gemeente Mustvee, provincie Jõgevamaa. De plaats telt 145 inwoners (2021) en heeft de status van dorp (Estisch: küla). De plaats wordt vaak Kasepää küla genoemd ter onderscheid van Kasepää alevik, het iets grotere Kasepää in de gemeente Peipsiääre. Beide plaatsen liggen aan het Peipusmeer.
Tot in oktober 2017 lag Kasepää in de gelijknamige gemeente, waarvan het overigens niet de hoofdplaats was. Dat was Raja. In die maand werd Kasepää bij de gemeente Mustvee gevoegd.

## Ligging
Kasepää is het eindpunt van de Tugimaantee 43, de secundaire weg van Aovere via Kallaste naar Kasepää.
Het zangstadion Kasepää laululava en het Peipsimaa Muuseum liggen langs Sõpruse, de boulevard langs de kust van het Peipusmeer, allebei net op het grondgebied van het buurdorp Tiheda.
De kustplaatsen Kasepää, Tiheda, Kükita en Raja langs het meer worden samen wel Tänavküla (‘Straatdorp’) genoemd. In deze dorpen wonen van oudsher veel oudgelovigen. In Raja en Kükita staan oudgelovige kerken. De meeste oudgelovigen houden zich bezig met visvangst en groenteteelt.

## Geschiedenis
Kasepää werd voor het eerst genoemd in 1431 onder de naam Kaszenpe. In 1599 werd de plaats in een Poolstalig document wioska (dorp) Kazepe genoemd. Het lag op het landgoed Kibbijerw (Kivijärve) (volgens het Baltisches historisches Ortslexikon) of Flemmingshof (Laius-Tähkvere) (volgens het Dictionary of Estonian Place names).